# Guarda Nacional Real Croata
A Guarda Nacional Real Croata (em croata: Kraljevsko hrvatsko domobranstvo, Hrvatsko-slavonsko domobranstvo ou Kraljevsko hrvatsko-ugarsko domobranstvo, muitas vezes simplesmente Domobranstvo ou Domobran no singular, em alemão: Croatisch-Slawonische Landwehr) foi a seção do exército da Croácia-Eslavônia do Real Landwehr Húngaro (em húngaro: Magyar Királyi Honvédség), que existiu de 1868 a 1918. 

## História
A força foi criada por decreto do Parlamento Croata em 5 de dezembro de 1868, como resultado do Acordo Croata-Húngaro.
O acordo especificou quatro condições: 
1. Os croatas cumpririam o serviço militar na Croácia
2. O treinamento militar seria realizado em croata
3. Seriam formadas academias de cadetes e domobranos
4. Unidades militares croatas podem adotar nomes croatas

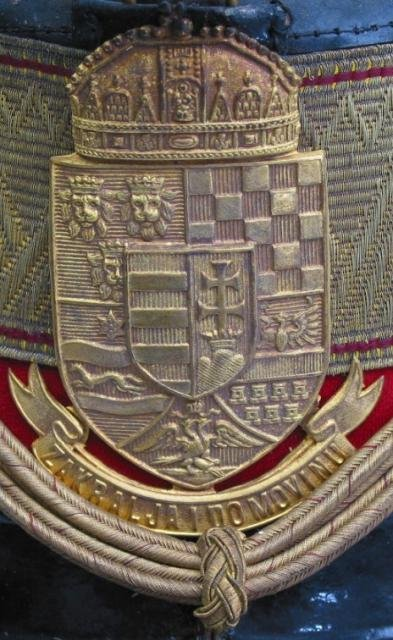
Distintivo de boné da Guarda Guarda Nacional Real Croata

## Formações e unidades
A Guarda Nacional consistia inicialmente em 8 esquadrões, guarnecidos em 6 cidades: 
- 79º Esquadrão da Guarda Nacional (Varaždin)
- 80º Esquadrão da Guarda Nacional (Zagreb)
- 81º Esquadrão da Guarda Nacional (Virovitica)
- 82º Esquadrão da Guarda Nacional (Vukovar)
- 29º Esquadrão da Guarda Nacional (Varaždin)
- 30º Esquadrão da Guarda Nacional (Varaždin)
- 31º Esquadrão da Guarda Nacional (Vinkovci)
- 32º Esquadrão da Guarda Nacional (Vinkovci)

Após uma reforma, foi reorganizado em 8 batalhões, cada um guarnecido em uma cidade diferente: 
- 83º Batalhão da Guarda Nacional (Sisak)
- 84º Batalhão da Guarda Nacional (Bjelovar)
- 87º Batalhão da Guarda Nacional (Gospić)
- 88º Batalhão da Guarda Nacional (Ogulin)
- 89º Batalhão de Guarda Nacional (Švarča)
- 90º Batalhão da Guarda Nacional (Glina)
- 91º Batalhão da Guarda Nacional (Nova Gradiška)
- 92º Batalhão da Guarda Nacional (Mitrovica)

Após uma segunda reforma, foi reorganizado em 5 regimentos, cada um em 5 cidades principais: 
- 25º Regimento de Infantaria da Guarda Nacional (Zagreb)[nota 1]
- 26º Regimento de Infantaria da Guarda Nacional (Karlovac)
- 27º Regimento de Infantaria da Guarda Nacional (Sisak)
- 28º Regimento de Infantaria da Guarda Nacional (Osijek)
- 10º Regimento de Cavalaria da Guarda Nacional (Varaždin)

## Comandantes

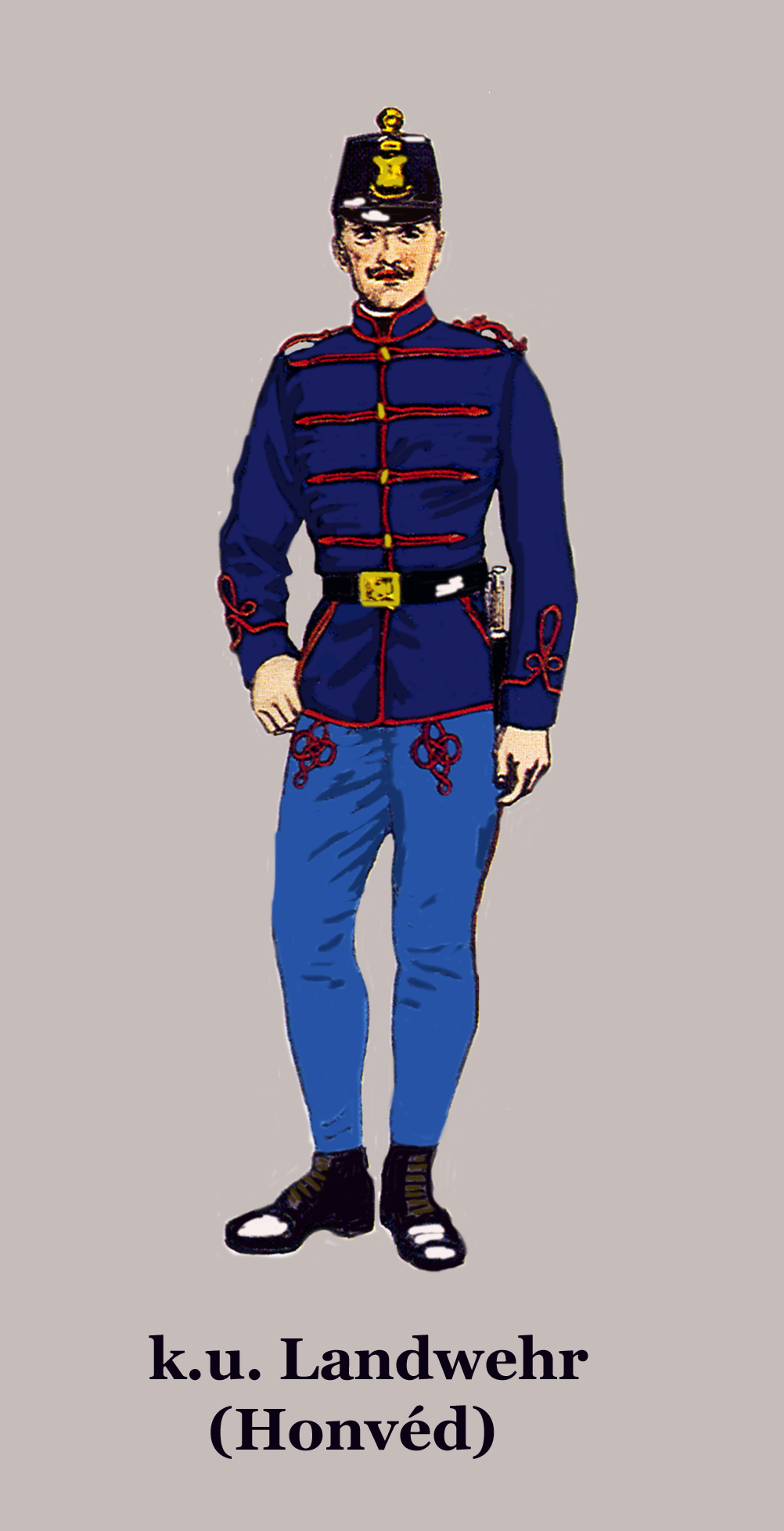
Uniforme do Honvéd Húngaro

| N. | Retrato | Nome                       | Mandato         |
| -- | ------- | -------------------------- | --------------- |
| 1  |         | Conde Miroslav Kulmer [hr] | 1869–1875       |
| 2  |         | Dragutin Višnić [hr]       | 1875–1880       |
| 3  |         | Emil Musulin [hr]          | 1881–1890       |
| 4  |         | Matija Raslić [hr]         | 1890–1893       |
| 5  |         | Eduard Lukinac [hr]        | 1893–1897       |
| 6  |         | Josip Bach [hr]            | 1897–1901       |
| 7  |         | Ðuro Ćanić [hr]            | 1901–1903       |
| 8  |         | Radoslav Gerba [hr]        | 1903–1907       |
| 9  |         | Svetozar Boroević          | 1907–1912       |
| 10 |         | Stjepan Sarkotić           | 1912–1914       |
| 11 |         | Ivan Salis Seewis          | 1915            |
| 12 |         | Anton Lipošćak             | 1915–1916, 1917 |
| 13 |         | Luka Šnjarić [hr]          | 1916–1917       |
| 14 |         | Mihael Mihaljević [hr]     | 1917–1918       |
| 15 |         | Teodor Soretić [hr]        | 1918            |

## Primeira Guerra Mundial

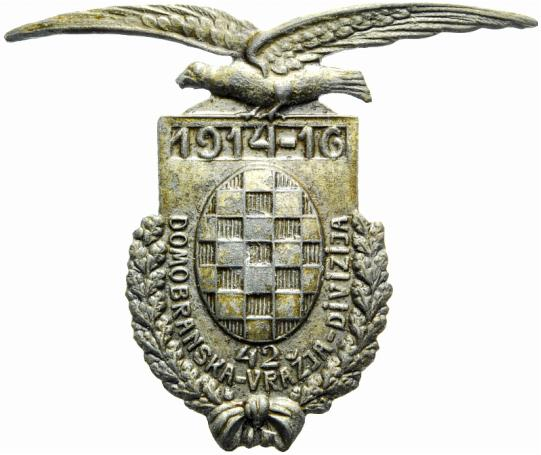
Distintivo da 42ª Divisão de Infantaria da Guarda Nacional.

Em agosto de 1914, a 42.ª Divisão de Infantaria da Guarda Nacional, composta pelos 25º, 26º, 27º e 28º Regimentos de Infantaria da Guarda Nacional, sob o comando de Stjepan Sarkotić, participou da campanha da Sérvia, juntamente com a 104ª Brigada Landsturm (pučko-ustaška), sob o comando de Theodor Bekić [hr].  No final de 1918, elementos de vários regimentos da Guarda Nacional Real Croata participaram da ocupação de Međimurje. 

## Legado
Durante a Segunda Guerra Mundial, o Estado Independente da Croácia foi formado e seu exército regular também era chamado de "Guarda Nacional Croata". Existiu de abril de 1941 a maio de 1945. 
Em 24 de dezembro de 1991, durante a Guerra da Independência da Croácia, uma parte do Exército Croata foi formada, também chamada de "Guarda Nacional" ("Domobranstvo"). Deixou de existir em uma reorganização de 2003. 